# 필리핀말벌
필리핀말벌(학명: Vespa philippinensis)은 말벌과 말벌속에 속하는 희귀한 말벌의 일종이다. 필리핀 열도, 특히 네그로스섬에서 관찰된다. 열대말벌과 형태적으로 유사성을 보이며, 지면에 벌집을 틀고 산다.